# Associação Benfica Futebol Clube da Praia
A Associação Benfica da Praia é um clube de futebol da Cidade da Praia ilha de Santiago do Cabo Verde. O Clube Joga na Primeira Divisão do Campeonato regional de Santiago Sul.

## História
Fundado em 2009, é o segundo clube filial do clube português Sport Lisboa e Benfica (SL Benfica) com CD Travadores e o terceiro na ilha após Benfica de Santa Cruz de Pedra Badejo.
Benfica da Praia venceu o primeiro título insular de Segunda Divisão e jogou pela primeira vez na Primeira Divisão de Santiago Sul na temporada de 2016-17, finalizando na oitava posição.

## Estádio

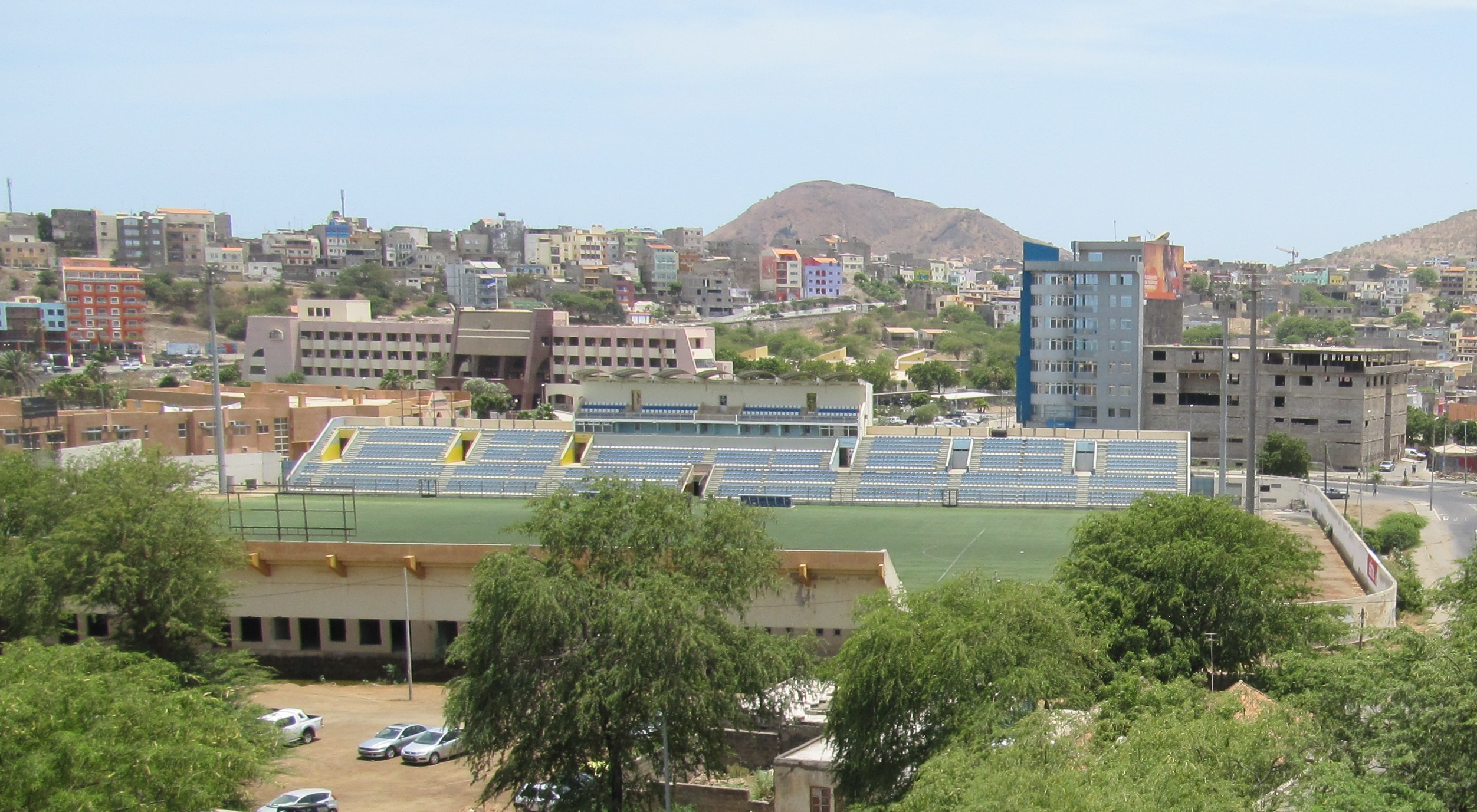
Estádio da Várzea

O jogos acontecem no Estádio da Várzea. Outros clubes populares jogam no estádio incluindo o Sporting Clube da Praia, Boavista FC, CD Travadores, Académica da Praia, Vitória e Desportivo.
Os treinos do clube ocorrem no estádio.

## Títulos de Futebol
- Segunda Divisão de Santiago Sul: 1

2015-16

## Futebol

### Classificações

#### Regionais
| Temporada                  | Div | Pos | Pts    | J  | V | E | D  | G.M. | G.S. | Diff. |
| 2015-16[carece de fontes?] | 3   | 1   | -      | 18 | - | - | -  | -    | -    | -     |
| 2016-17[carece de fontes?] | 2   | 9   | 18 pts | 22 | 4 | 6 | 12 | 18   | 35   | -17   |

## Estatísticas
- Melhor posição: 9a (regional)

## Jogadores atuais
5 de março de 2017
Nota: Bandeiras indicam equipe nacional, conforme definido pelas regras de elegibilidade da FIFA. Os jogadores podem ter mais de uma nacionalidade não-FIFA.
| N.º |            | Posição | Jogador                    |
| --- | ---------- | ------- | -------------------------- |
|     | Nigéria    |         | Ezeijofor Kingsley Ezenwa  |
|     | Cabo Verde |         | Agilson Michael S. Tavares |
|     | Cabo Verde |         | Amail Gomes dos Reis       |
|     | Cabo Verde |         | Arantes Brito Moniz        |
|     | Cabo Verde |         | Ariclene Adérito Moreno    |
|     |            |         | Djamba Sony                |

| N.º |            | Posição | Jogador                        |
| --- | ---------- | ------- | ------------------------------ |
|     | Cabo Verde |         | Edilson Manuel Monteiro        |
|     | Cabo Verde |         | Edmilson Paulo Mendes          |
|     | Cabo Verde |         | Edson Yanick da Veiga          |
|     | Cabo Verde |         | Helton John Delgado            |
|     |            |         | Horo M'Begnan (Chrys Williams) |

1. ↑  Transliteração francês: Diamba Sony
2. ↑  Ou Horo Mbegnan